# Mount Rubin de la Borbolla
Mount Rubin de la Borbolla ist ein 1090 m hoher Berg im westantarktischen Marie-Byrd-Land. Er ragt oberhalb der Westflanke des Johnson-Gletschers am südöstlichen Ausläufer der McDonald Heights auf.
Der United States Geological Survey kartierte ihn anhand eigener Vermessungen und Luftaufnahmen der United States Navy aus den Jahren zwischen 1959 und 1965. Das Advisory Committee on Antarctic Names benannte den Berg 1974 nach George S. Rubin de la Borbolla, Meteorologe auf der Plateau-Station im Jahr 1968.